# Samanbek Nurqadilow
Samanbek Qalabajuly Nurqadilow (kasachisch Заманбек Қалабайұлы Нұрқаділов, russisch Заманбек Калабаевич Нуркадилов; * 15. Januar 1944 in Kegen, Kasachische SSR; † 12. November 2005 in Almaty) war ein kasachischer Politiker.

## Leben
Samanbek Nurqadilow wurde 1944 im Dorf Kegen im Gebiet Almaty geboren. Er studierte an der Fakultät für Bauingenieurwesen des kasachischen polytechnischen Institutes. Danach arbeitete er fast 20 Jahre lang in lokalen und regionalen Bauunternehmen. Ab November 1985 stand Nurqadilow als Vorsitzender des Exekutivkomitees an der Spitze der Stadt Alma-Ata, wurde 1991 von Wiktor Chrapunow in dieser Position abgelöst.
Nach der Auflösung der Kommunistischen Partei der Sowjetunion wurde Nurqadilow erneut Leiter der Stadtverwaltung von Alma-Ata (ab 1993 Almaty). Diesen Posten übte er bis 1994 aus und wurde dann von Schalbaj Kulmachanow abgelöst. Bei der Parlamentswahl im Dezember 1995 wurde er als Abgeordneter in die Mäschilis, das Unterhaus des kasachischen Parlaments gewählt. Nachdem er sich während seiner Zeit als Abgeordneter bereits mehrmals über die Korruption in Kasachstan unter Nursultan Nasarbajew beklagt hatte und auch die Verlegung der Hauptstadt von Almaty ins weit entfernte Aqmola (heute Astana) und den damit verbundenen Umzug des Parlaments kritisierte und sich weigerte, als Abgeordneter des Parlaments nach Aqmola umzuziehen, wurde er im Dezember 1997 zum Äkim (Gouverneur) des Gebietes Almaty ernannt. Als im April 2001 die Verlegung des Verwaltungssitzes des Gebietes von Almaty nach Taldyqorghan beschlossen wurde, weigerte er sich erneut Almaty zu verlassen. Daraufhin wurde er Vorsitzender der Agentur für Notsituationen.
Auf einer Pressekonferenz am 11. März 2004 äußerte Nurqadilow heftige Kritik an Nasarbajew und forderte ihn zum Rücktritt auf. Er warf ihm außerdem Machtmissbrauch, Bestechung, Ethikverletzungen und Wahlfälschung vor. Er bedauerte zudem, in der Vergangenheit eine „Marionette“ des Präsidenten gewesen zu sein. Nachdem Nurqadilow im Juli 2004 Nasarbajew und anderen Amtsträgern vorgeworfen hatte, in den Tod eines Journalisten verwickelt zu sein, wurde er im Juni 2005 von einem Gericht wegen Verleumdung zu einer Geldstrafe verurteilt.
Am 12. November 2005 wurde er tot in seinem Haus in Almaty aufgefunden. Er wies zwei Schusswunden in der Brust und eine Schusswunde am Kopf auf, neben ihm wurde eine Pistole gefunden. Die kasachischen Behörden gaben später an, dass er Selbstmord begangen habe, wohingegen Kritiker der kasachischen Regierung diese Darstellung für lächerlich hielten, als physisch unmöglich bezeichneten und einen Mord aus politischen Motiven nicht ausschließen wollten.